# Grön ibis
Grön ibis (Mesembrinibis cayennensis) är en fågel i familjen ibisar inom ordningen pelikanfåglar.

## Utseende och läten
Grön ibis är en 52–58 cm lång ibis korta gröna ben och en lång grågrön böjd näbb. Fjäderdräkten är övervägande mörkt metallgrön med bronsglans på ovansidan och några längre uppruggade fjädrar på halsen. Ungfågeln är mattare och mörkare i färgerna. Flykten är irrande och vingslagen spänstiga och snabba. Lätet är högljutt och snabbt, återgivet i engelsk litteratur som ett "corOcorOcorOcorO...".

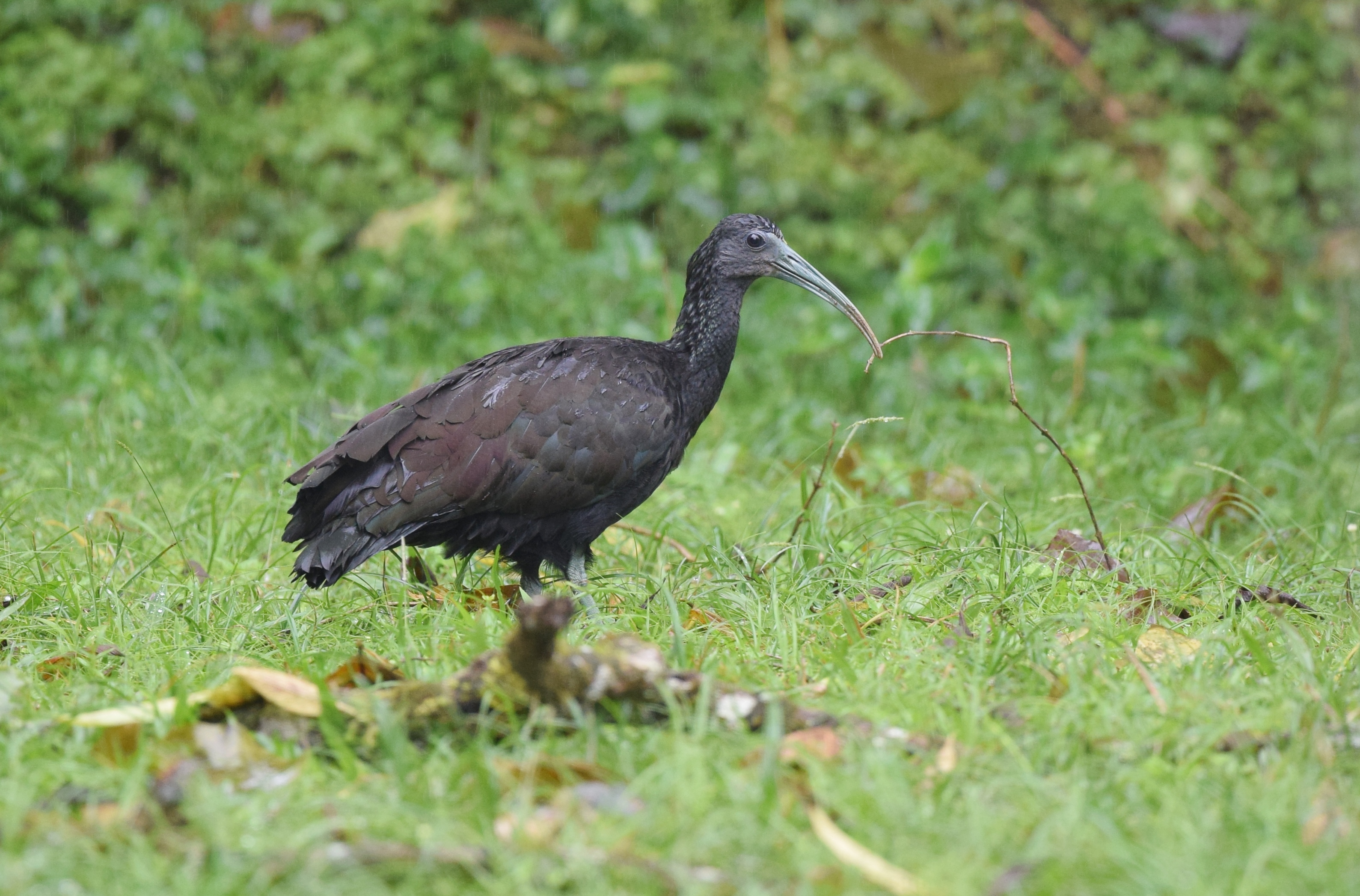

## Utbredning och systematik
Grön ibis förekommer i låglänta områden från Costa Rica till nordöstra Argentina och Brasilien. Den placeras som enda art i släktet Mesembrinibis.

## Levnadssätt
Grön ibis hittas i sumpskogar och vid sjökanter, i mer beskogade områden än andra ibisar. Den är också mer ensamlevande och rätt skygg. Födan består av insekter, maskar och växtdelar, men även små sniglar. Fågeln häckar i juni–juli i llanos i Venezuela, en till två månader efter regnperioden inletts.

## Status och hot
Arten har ett stort utbredningsområde och en stor population, men tros minska i antal, dock inte tillräckligt kraftigt för att den ska betraktas som hotad. Internationella naturvårdsunionen IUCN kategoriserar därför arten som livskraftig (LC).